# تاكاشي ساواد
تاكاشي ساواد (باليابانية: 澤田 崇) (مواليد 26 مايو 1991)، هو لاعب كرة قدم ياباني سابق كان يلعب كمهاجم.

## وصلات خارجية
- تاكاشي ساواد على موقع رابطة كرة القدم اليابانية للمحترفين (اليابانية)
- تاكاشي ساواد على موقع قاعدة بيانات كرة القدم.إي يو (الإنجليزية)
- تاكاشي ساواد على موقع Soccerway.com (الإنجليزية)
- تاكاشي ساواد على موقع عالم كرة القدم.نت (الإنجليزية)